# Ganzfeldexperiment

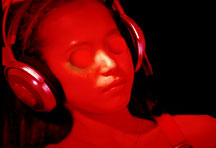
Deelnemer aan een Ganzfeld-experiment

Een ganzfeldexperiment is een techniek uit de experimentele parapsychologie, bedoeld om buitenzintuiglijke waarneming te testen bij individuen. Het experiment draait kort gezegd om de vraag, of beelden langs buitenzintuiglijke weg kunnen worden overgedragen van de ene persoon op de andere. Verschillende onderzoekers hebben significante resultaten geclaimd op dit terrein. Deze resultaten zijn echter niet reproduceerbaar gebleken en moeten, volgens andere onderzoekers, worden toegeschreven aan andere factoren dan het psi-effect.
Bij het experiment gebruikt men een ganzfeld (uit het Duits: "het gehele veld"), een homogeen visueel blikveld dat gecreëerd wordt door halve pingpongballen over de ogen van een proefpersoon te plaatsen en die met gekleurd licht te beschijnen.

## Verloop van een ganzfeldexperiment
Een ganzfeldexperiment wordt uitgevoerd met een onderzoeksleider plus een 'zender' en een 'ontvanger'. De bedoeling is, dat de zender langs buitenzintuiglijke weg een beeld overdraagt aan de ontvanger. De zender dient zich in een andere ruimte te bevinden dan de ontvanger. Hij bekijkt een afbeelding en probeert die naar de ontvanger te 'zenden'.
Aan de zijde van de ontvanger maakt men gebruik van monotone sensorische stimuli, om zintuiglijke percepties te bewerkstelligen die gelijken op het effect van sensorische deprivatie. De theorie hierachter veronderstelt dat paranormale signalen makkelijker kunnen doordringen wanneer zij niet worden overstemd door normale zintuiglijke indrukken.
De ontvanger krijgt daarom via een koptelefoon continu witte ruis te horen, terwijl er halve pingpongballen over zijn ogen zijn geplaatst die met gekleurd licht worden beschenen. De ontvanger ervaart aldus een homogeen blikveld, waarin geen patronen of details te herkennen zijn en dat tevens visuele en auditieve informatie uit de buitenwereld blokkeert.
Nietszeggende stimuli, zoals witte ruis, krijgen na verloop van tijd geen aandacht meer en lijken soms zelfs geheel weg te vallen. Als compensatie voor het gebrek aan variatie zal de ontvanger spontaan imaginaire beelden waarnemen, die hij dan moet beschrijven. De vraag is hierbij, of de spontane imaginaire beelden bij de ontvanger enigszins overeenkomen met de afbeelding die de zender bekijkt. Achteraf krijgt de proefpersoon vier afbeeldingen te zien, waaruit hij de afbeelding moet kiezen die het best past bij de imaginaire beelden die hij eerder had waargenomen.

## Geschiedenis
De ganzfeld-techniek als zodanig werd geconcipieerd door Wolfgang Metzger in de jaren 30 van de 20e eeuw, als deel van zijn onderzoek naar de gestalttheorie. Metzger was ook degene die het woord 'ganzfeld' introduceerde. De eerste ganzfeldexperimenten met een parapsychologische achtergrond werden in 1974 gepubliceerd door de Amerikaanse parapsychologen Charles Honorton en Sharon Harper, in het Journal of The Society for Psychical Research. Sindsdien zijn ganzfeld-experimenten voortdurend onderwerp gebleven van parapsychologische belangstelling.

## Kansverwachting en onderzoeksresultaten
De kans dat de ontvanger bij toeval het plaatje aanwijst dat de zender trachtte te versturen, bedraagt 25 procent. De door Honorton onderzochte proefpersonen behaalden echter veel hogere scores, tot wel 40 procent. Andere parapsychologen, die trachtten deze experimenten te herhalen, kwamen niet uit boven de kansverwachting. De psycholoog en scepticus Ray Hyman onderzocht in 1985 de resultaten van verschillende onderzoekers en kwam in deze meta-analyse tot een score van 38 procent, ver boven de kansverwachting. Wel stelde Hyman diverse slordigheden vast in Honortons onderzoeksopzet. Bij later onderzoek, onder meer aan het Nederlandse Parapsychologisch Instituut, werd in totaal geen effect vastgesteld.